# Marlon Sánchez
Marlon Yans Sánchez Sierra (nacido en San Cristóbal, Venezuela, el 26 de octubre de 1977) es un exfutbolista internacional de Venezuela en la disciplina del Fútbol sala. Se desempeñaba en el terreno de juego como Ala y fue uno de los integrantes de la Selección de fútsal de Venezuela apodada los héroes del 97 gracias al título conseguido de campeón del mundo en el año 1997 en México.

## Clubes
| Club                        | País      | Año       |
| --------------------------- | --------- | --------- |
| Guayaberos del Táchira      | Venezuela | 1993-1996 |
| Huracanes de Apure          | Venezuela | 1997-1998 |
| S.S. Napoli Futsal          | Italia    | 2000-2001 |
| Associazione Capoterra 2000 | Italia    | 2002-2003 |
| FC Barcelona                | España    | 2003-2004 |
| Deportivo Táchira           | Venezuela | 2007-2015 |

## Palmarés
- Campeonato Panamericano de Fútbol de Salón Bogotá 1996 - Campeón

- Mundial de Fútbol Sala De la AMF 1997 - Campeón